# Art Adams
Arthur «Art» Adams (Holyoke, Massachusetts, 5 de abril de 1963) es un historietista, escritor y dibujante estadounidense. 
Un artista que aprendió por su cuenta, Adams quería trabajar en las historietas desde sus infancia. Se convirtió en un favorito de los aficionados cuando, empezando a la edad de 19 años, ilustró la aclamada miniserie Longshot, escrita por Ann Nocenti y publicada en 1985 por Marvel Comics. Las ilustraciones distintivas y altamente detalladas de Adams le otorgaron una popularidad considerable, y le fue fácil encontrar más trabajo en el medio. Sin embargo, la naturaleza de trabajo intensivo de su detallado estilo significó que no le fuera fácil cumplir con los cortos plazos de tiempo a los que están sujetos los historietistas en la industria, lo que lo llevó a trabajar en miniseries, especiales y anuales, pero nunca a trabajar como el ilustrador regular de un título por un periodo extendido de tiempo. Excepciones a esto incluyen un periodo de dos ediciones en 1989 en Factor-X, y un periodo de tres ediciones en 1990 en los 4 Fantásticos. También tuvo un periodo de diez números en Tom Strong's Terrific Tales (2002-2004), que al ser una antología, requería únicamente de ocho páginas de él por cada edición.
El estilo distintivo de Adams ha sido nombrado muchas veces como una influencia considerable entre una nueva generación de artistas de historietas populares. Adams también fue uno de los fundadores del poco duradero sello Legend para Dark Horse Comics. El consistentemente popular Adams ha trabajado en muchas series sobresalientes, incluyendo varios títulos de los X-Men, los 4 Fantásticos, The Authority, Tom Strong, Gen¹³, así como en numerosos anuales. También es conocido por Art Adams' Creature Features, una colección de historias previamente publicadas que rendían tributo a varias películas de serie b de monstruos, publicada por Dark Horse Comics. Algunas de sus historias fueron publicadas originalmente en blanco y negro, pero fuero coloreadas para la colección. Junto con el escritor Steve Moore, Adams es el cocreador de Jonni Future, un personaje popular en Tom Strong's Terrific Tales. 
La mayor parte del trabajo de Adams han sido propiedades de otros, pero también ha sido el autor de la serie propiedad del creador Monkeyman and O'Brien, también publicada por Dark Horse.
Adams es también un artista de portadas altamente estimado, y ha elaborado portadas para ediciones de Superman, Batman, la Liga de la Justicia y Vampirella, entre otros títulos. En adición a su trabajo en las historietas, también ha producido arte comercial, tal como numerosas ilustraciones para cartas coleccionables, afiches, playeras, y otros productos relacionados con las historietas. Fuera del medio de las historietas, ha proporcionado ilustraciones para varias revistas, películas, juegos, ha trabajo en el diseño de juguetes, e incluso ha hecho una serie de latas para la sopa Campbell con temas de los X-Men.

## Carrera

### Primeros trabajos
Adams inicialmente creó un portafolio de pin-ups y splash pages de monstruos, agregando secuencias de historia cuando comenzó a asistir a convenciones de historietas cuando tenía 17 años de edad. En una de estas conferencias, Adams conoció a alguien que, después de haber visto el arte de Adams, le pidió que enviara una aportación para el fanzine de historietas que estaba preparando llamado High-Energy. Adams envió una historia de horror llamada «One-Eyed Jack», que fue publicada en High-Energy #1 (con fecha de primavera de 1982). Aunque fue un trabajo sin remuneración, fue la primera publicación de y Addams ha dicho, criticándolo de manera alegre, que «era bastante malo».
El primer trabajo pagado de Adams fue un pin-up del personaje Farrah Foxette, que copiaba un popular póster de 1967 de Farrah Fawcett en traje de baño, el cal envió a la columna de cartas del título Captain Carrot and His Amazing Zoo Crew! de DC Comics. El editor, Roy Thomas, pagó a Adams 10 dólares para publicar la ilustración como un pin-up aficionado.
En el evento Creation Convention, con sede en San Francisco, Estados Unidos, Adams recibió consejos sobre su carrera por parte de Steve Leialoha y Chris Claremont. Allí también conoció a Mike Mignola, otro ilustrador que entonces iniciaba su carrera, y ambos entablaron amistad que posteriormente se convertiría en una asociación de negocios. Debido a la popularidad de los X-Men, Adams incluyó una historia sobre Wolverine en su portafolio, aunque sólo era un aficionado ocasional de este grupo de personajes. Más adelante, tendría una relación cercana con los X-Men en los primeros años de su carrera. Después de mostrar su portafolio al editor Bob Schreck en este evento, se le permitió montar una mesa de expositor, para poder vender dibujo a los asistentes por precios de 5 a 10 dólares. Adams comenzó a enviar muestras a Marvel Comics cuando tenía 18 años y consiguió trabajo en una pizzería después de haberse graduado de bachillerato.

### Longshoty losX-Men
Al Milgrom, que terminaba su carrera como editor de Marvel para convertirse en agente libre, encontró la muestras de Adams mientras preparaba su oficina para su nuevo ocupante, el editor Carl Potts. Potts y Ann Nocenti, su asistente editorial, enviaron a Adams un guion del título Defenders, para el que Adams realizó diseños de diez o quince páginas. Adams expresó que, mientras que sus escenas de acción no tenían muy buena elaboración, los editores elogiaron sus escenas casuales, centradas en los personajes. Nocenti le describió a Adams el concepto para una miniserie que estaba escribiendo, Longshot, la cual había sido rechazada por todos los demás artistas a los que se la había ofrecido. Adams, que estaba a dos meses de cumplir veinte años, hizo una serie de diseños preliminares, basando la apariencia y corte de cabello del personaje principal en el cantante Limahl, y se basó en Nocentti para la protagonista femenina, Ricochet Rita. 
La miniserie fue editada por Louise Simonson y no tenía una periodicidad fija, lo que le brindó a Adams el tiempo necesario para completarla. Esto se debió, por una parte, a sus problemas con la perspectiva y otros elementos que no estaba acostumbrado a dibujar, como molinos de viento, bebés y personas sonriendo, y por otra parte, porque tuvo que dibujar nuevamente la primera mitad de la miniserie, pues la historia de Ann Nocenti era tan densa que cada página contenía hasta veinte paneles. En consecuencia, tardó ocho meses en dibujar el primer número de la miniserie. Estos problemas fueron atendidos por el editor Elliot Brown, quien le enseñó a Adams a estructurar paneles que mostraran múltiples acciones al mismo tiempo. Simonson después presentó a Adams con Jim Shooter, el editor en jefe de Marvel, quién ayudó a Adams a entender cómo contar una historia con claridad, sentándose con el y mostrándole la estructura de un antiguo título de Marvel, panel por panel. Adams tardó dos años en dibujar toda la miniserie. 
Longshot #1 fue publicado con una fecha de portada de septiembre de 1985; en la reseña de este número para Amazing Heroes, R. A. Jones, que había criticado negativamente el guion, expresó:
Longshot tiene un mérito que lo redime, y ese son los lápices de Arthur Adams. De nuevo asumiré mi rol de profeta y haré la predicción de que Adams muy pronto se convertirá en un favorito de los aficionados a los cómics. Tiene un estilo dinámico que captura tu atención y no la deja ir. Por supuesto, muestra algunas de las flaquezas de un artista joven, poses torpes o dibujos toscos ocasionales, pero para ser un primer esfuerzo, este es increíblemente impresionante. De hecho, esta serie limitada debería valer la pena ser comprada simplemente para observar el progreso de Adams de un número a otro.
La posición de Nocenti como editora de los títulos de X-Men llevó a que Chris Claremont, escritor de Uncanny X-Men, descubriera el trabajo de Adams, y con ello inició una relación frecuente con esta franquicia durante la década de 1980. Esta relación comenzó con New Mutants Special Edition #1 y Uncanny X-Men Annual #9, que fueron parte del arco argumental Asgardian Wars (Guerras Asgardianas), que Adams comenzó a dibujar antes de que se publicara Longshot #1.
Nocenti también le pidió a Adams dibujar una portada para Heroes for Hope, un libro de que estaba destinado a apoyar los esfuerzos para reducir el hambre en África, el cual estaba escrito e ilustrado por docenas de creadores, entre los que se encontraban los escritores Harlan Ellison y Stephen King, así como los artistas John Byrne, Charles Vess y Bernie Wrightson. Nocenti le pidió a Adams tomar como referencia la portada de Paul Smith para Uncanny X-Men #173, publicada en 1983, que se enfocaba en Wolverine lanzándose a la carga hacia el lector. Esta portada motivó a que Bob Budiansky, quien estaba a cargo de producir afiches para Marvel, solicitara a Adams una ilustración para un póster de Wolverine con el mismo tipo de pose. Esta imagen, entintada por Terry Austin, se convirtió no sólo en uno de los afiches mejor vendidos de la editorial, sino también en una icónica pancarta, exhibida en numerosas tiendas de historietas. Le siguieron otros dos afiches dibujados por Adams, uno de 1987 que presentaba a la mayoría de los personajes de X-Men que habían sido miembros de ese equipo hasta ese entonces, y otro denominado Mutants (Mutantes), que era una modificación de una portada del propio Adams para Marvel Age Annual #4, que incluía a la mayoría de los personajes que aparecían en los títulos relacionados con los X-Men, también con Wolverine en el centro. 
Para 1986, la carrera profesional de Adams ya se había afianzado y se mudó de la casa de sus padres a un departamento en Oakland, California, en el mismo edificio que vivían sus colegas Mike Mignola y Steve Purcell. Adams y Nocenti se reunieron para una historia en Web of Spider-Man Annual #2 (1986) en la que Warlock de los nuevos Nuevos mutantes se encuentra con Spider-Man.
El trabajo de Adams en la franquicia de los X-Men continuaría con varias portadas para The New Mutants y The Uncanny X-Men en 1986 y 1987, respectivamente. También dibujó todas excepto tres de las primeras 23 portadas y frontispicios de Classic X-Men, de 1986 a 1988. Su trabajo de interiores relacionado con los X-Men incluyó dos números de X-Factor and y un one-shot llamado Excalibur: Mojo Mayhem, ambos en 1989, así como tres números de Uncanny X-Men Annuals, en 1986, 1988 y 1990. Adams ha dicho que fue mientras dibujaba el número anual de 1988 que se sintió por primera vez como un artista profesional de historietas, pues por primera vez se sentía seguro de saber lo que estaba haciendo.

### Diversificación y experimentación
Adams trabajó para editoriales otra editoriales además de Marvel durante la década de 1980, como es el caso de varias páginas dibujadas para Batman #400 en 1986 y Action Comics Annual #1 en 1987, ambos de la editorial DC Comics. Este último trabajo es visto como un momento clave en el estilo de dibujo de Adams, se dio un cambio caracterizado por las figuras más voluminosas de Batman y Superman, aunque Adams explicó que esto se debió en parte por la influencia del título The Dark Knight Returns, escrito y dibujado por Frank Miller. Adams también expresó que el cambio general en su estilo fue, por un lado, experimentación deliberada de su parte, y por otro lado, el resultado del entintado de Dick Giordano, que tenía un grueso de línea distinto al que estaba habituado.
Durante 1987, Adams ilustró el título Gumby Summer Fun Special #1 de Comico Comics, un trabajo que obtuvo a través de la editora de Comico, Diana Schutz, una vieja amiga suya quien se había percatado de imágenes esporádicas del personaje Gumby que Adams había incluido en las páginas de Longshot. Adams, quien no tenía buenos recuerdos de la infancia acerca de Gumby y sin intenciones de ser encasillado como un artista de este personaje si aceptaba el trabajo, le dijo a Schulz que solo lo haría si podía conseguir que Bob Burden escribiera la historieta, asumiendo que Schultz rechazaría esta condición. Schultz, que inicialmente quería que Mark Evanier escribiera la historieta, consideró la propuesta de Adams y finalmente la aceptó después de contactar a Burden, quien estuvo entusiasmado por la idea.
El título de Gumby, que demostraba la versatilidad de Adams al ser capaz de trabajar con comedia y superhéroes, además de hacerlo acreedor, junto con Burden, a un Premio Eisner por Mejor Número individual en 1988. Adams posteriormente ilustró un segundo título de Gumby, Gumby's Winter Fun Special, escrito por Steve Purcell.
Adams fue uno de los 54 artistas a los cuales Ron Goulart hizo un perfil en el libro de The Great Comic Book Artists, Volume 2, en 1989, cuya portada y contraportada fueron ilustradas por el propio Adams.

## Influencia
Adams es uno de los artistas más populares e imitados de las historieta estadounidense. Su estilo ha sido atribuido como una influencia para los artistas fundadores de Image Comics así como para otros artistas populares durante la década de 1990, tales como Jim Lee y Rob Liefeld.
Timothy Callahan de Comic Book Resources señala que es el uso dinámico de poses, figuras ideales, diseño de trajes con numerosos accesorios, preferir el plumeado cruzado sobre pincelado en el dibujo, y la presentación de extremidades cibernéticas y otras superficies reflejantes usadas por estos artistas es una influencia del trabajo de Adams, particularmente de su periodo en Longshot, al cual describe como un precursor del estilo de Image Comics. Callahan también señala que la telaraña detallada que dio a conocer a Todd McFarlane durante su periodo dibujando Spider-Man había sido usada por Adams en la portada de Longshot #4. Callahan hace la precisión que Adams popularizó esos elementos, pero no los creó, sino que fue influenciado por Michael Golden y el título Micronauts.
Otros artistas cuyo estilo ha sido comparado con el de Adams o lo han nombrado como una influencia son Joe Madureira, J. Scott Campbell, Ed McGuinness, Aaron Kuder, Shelby Robertson, Olivier Coipel, y Nick Bradshaw.

## Premios
Su trabajo en Longshot lo hizo merecedor del Russ Manning Award en 1986. También ganó, con el escritor Bob Burden, el Premio Eisner por Mejor Edición individual en 1988 por Gumby Summer Fun Special #1.